# 陕西蔷薇
陕西蔷薇（学名：Rosa giraldii），为蔷薇科蔷薇属下的一个植物种。